# رونالد کارتر (زبان‌شناس)
رونالد کارتر (انگلیسی: Ronald Carter؛ ۴ مهٔ ۱۹۴۷ – ۱۲ سپتامبر ۲۰۱۸) زبان‌شناس اهل بریتانیا بود. کارتر در ۱۲ سپتامبر ۲۰۱۸ در سن ۷۱ سالگی درگذشت.